# Серпухово-Борівське князівство
Серпухово-Борівське князівство (Серпуховське князівство) — удільне князівство з центром в місті Серпухов у складі Московського князівства. Займало територію в басейні річок Нари та Протви, між Великим князівством Литовським та Великим князівством Рязанським.

## Правителі Серпухово-Боровського князівства[1]
- Андрій Іванович — князь Серпуховський (1341–1353)
- Іван Андрійович — князь Серпуховський (1353–1358)
- Володимир Андрійович Хоробрий — князь Серпуховський (1358–1410), Борівський (1378–1410) і Углицький (1405–1410)
- Іван Володимирович — князь Серпуховський (1410–1422), Алексинський та Козельський
- Семен Володимирович — князь Борівський (1410–1426) і Серпуховський (1422–1426)  (?? — див. нижче Андрій Володимирович Молодший — помилка в першоджерелі[1]???, крім того, там же[1], нижче вказаний подвійний запис: «Семен Володимирович… Князь Борівський (1410–1425)»)
- Андрій Володимирович Молодший — князь Борівський (1410–1426), Родонезький (1410–1426), Серпуховський (1422–1426)  (!! — помилка в першоджерелі[1] — подвійний запис: «Андрій Володимирович Син Володимира Андрійовича Хороброго та литовської кн. Клени Ольгердівни. Кн. Радонезький в 1410–1426» і "Андрій Володимирович Молодший (?—1426) (XVI коліно) одружений з дочкою боярина Івана Дмитровича Всеволзького. Князь Серпуховський (1422–1426), Родонезький (1410–1426), Борівський (1410–1426) "??
- Василь Ярославович — князь Серпуховський і Борівський (1427–1456).
- Іван Васильович († 1494) — після опали батька втік з мачухою в Литву.
- Микола Іванович — у Литві. Серпуховсько-Боровський.
- Федір Іванович — у Литві. Серпуховсько-Боровський.
- Юрій Іванович — у Литві. Серпуховсько-Боровський.
- Василь Іванович — у Литві. Серпуховсько-Боровський.

## Після поділу
Після смерті князя Василя Володимировича (1427) князь Василь Ярославич, вірний сподвижник Василя II Темного в його боротьбі з Дмитром Юрійовичем Шемякой, зумів зіюрати у своїх руках всі володіння Володимира Хороброго, але був звинувачений у зраді та разом з дітьми посаджений у Вологодську в'язницю (1456), де й помер, а його володіння відійшли до Москви. Серпуховське князівство фактично було ліквідовано. Василь Темний заповідав Серпухов синові Юрію, а Боровськ — Івану III. Після смерті Юрія (1472) Серпухов остаточно відійшов до Москві.